# Research Unix
Research Unix — термин, используемый для обозначения версий операционной системы Unix для компьютеров DEC PDP-7, PDP-11, VAX и Interdata 7/32 и 8/32, разработанных в Bell Labs Computing Science Research Center.

## История
Термин Research Unix впервые возник в журнале Bell System Technical Journal (том 57, номер 6, Pt. 2 июль/авг. 1978), чтобы отличать его от других версий (таких, как PWB/UNIX и MERT), чья кодовая база была основана на версии CSRC. Однако этот термин мало использовался до Версии 8 Unix. До этого операционная система называлась просто UNIX (все буквы большие) или UNIX Time-Sharing System.
Названия версий Research Unix происходят от номера версии руководства.
Все современные версии Unix происходят от 7-й версии (Unix 7th Edition).

## Версии
| Версия              | Дата выпуска       | Описание |
| ------------------- | ------------------ | --- |
| 1st Edition         | 3 ноября 1971 года | Первый выпуск руководства Unix о версии, работавшей на PDP-11. В то время Юниксу уже было 2 года и он был портирован с PDP-7 на PDP-11/20 в 1970. |
| 2nd Edition         | 12 июня 1972 года  | Всего было установлено 10 копий этой системы. |
| 3rd Edition         | февраль 1973 года  | Представлен язык Си; установлено 16 копий. |
| 4th Edition         | ноябрь 1973 года   | Первый Юникс, написанный на Си. Также введены идентификаторы групп пользователей. Число установок больше 20. |
| 5th Edition         | июнь 1974 года     | Введён sticky bit; больше 50 установок. |
| 6th Edition         | май 1975 года      | Первый Юникс, получивший широкое распространение вне Bell Labs, и первый, портированный на платформу, отличную от PDP. В мае 1977 появилась версия MINI-UNIX для малопроизводительных машин PDP-11/10.                                                       |
| 7th Edition (англ.) | январь 1979 года   | Предок всех современных UNIX и последний широкораспространённый выпуск Research Unix. Объединил в себе большинство утилит из PWB/UNIX и сильно изменённое ядро V6. В феврале появилась версия UNIX/32V для платформы DEC VAX; на основе V32 был создан 4BSD. |
| 8th Edition         | февраль 1985 года  | Модифицированная версия 4.1cBSD; для внутреннего использования |
| 9th Edition         | сентябрь 1986 года | Код из 4.3BSD; для внутреннего использования |
| 10th Edition        | октябрь 1989 года  | Последний Research Unix. |
| Plan 9 1st Edition  | 1993 год           | Разработан на основе Research Unix той же командой разработчиков |

## Наследие
В 2002 году Caldera International выпустила Unix редакции 7 как СПО под разрешительной BSD-совместимой лицензией.
В 2017 году общество наследия Unix, Alcatel-Lucent USA Inc., Nokia и Bell Laboratories издали Research Unix в редакциях v8, v9, v10 с обязательством: "не препятствовать некоммерческому копированию, распространению, исполнению, показу в любой форме Research Unix® 1 в редакциях 8, 9 и 10, не отстаивать свои авторские права в случае создания производных произведений на её основе."